# Stefan Kammerhofer
Stefan Kammerhofer (* 4. Februar 1990 in Deutschlandsberg) ist ein ehemaliger österreichischer Fußballspieler und nunmehriger -trainer.

## Karriere

### Als Spieler
Kammerhofer begann seine Karriere beim SV Heimschuh. Zur Saison 2002/03 wechselte er zum FC Großklein. Zur Saison 2004/05 kam er in die Akademie des Grazer AK. Zur Saison 2007/08 rückte er in den Kader der zweiten Mannschaft des GAK. In zwei Spielzeiten kam er zu 50 Einsätzen in der Landesliga für diese. Zur Saison 2009/10 wurde er an den Regionalligisten SVL Flavia Solva verliehen. Für Flavia Solva absolvierte er 26 Partien in der Regionalliga, aus der der Klub allerdings zu Saisonende abstieg. Nach dem Ende der Leihe kehrte er zur Saison 2010/11 nach Graz zurück und spielte fortan für die erste Mannschaft des Regionalligisten. Für diese kam er 61 Mal zum Einsatz, ehe der GAK im Oktober 2012 Konkurs ging und den Spielbetrieb einstellte.
Daraufhin schloss Kammerhofer sich im Jänner 2013 dem vormaligen Ligakonkurrenten DSV Leoben an. Bis zum Ende der Spielzeit 2012/13 kam er zu 13 Regionalligaeinsätzen für Leoben, das allerdings den Gang in die Landesliga antreten musste. Nach dem Abstieg wechselte der Verteidiger zur Saison 2013/14 zum Regionalligisten SC Kalsdorf. Für die Kalsdorfer absolvierte er in zwei Jahren 36 Regionalligapartien. Zur Saison 2015/16 kehrte er zum nunmehr sechstklassigen GAK zurück. Mit den Grazern gelang ihm bis 2018 der Durchmarsch in die Regionalliga. Nach dem dritten Aufstieg beendete er allerdings seine Karriere nach 72 weiteren Einsätzen für die Grazern. Im Juni 2019 setzte er sich bei der Reserve des GAKs allerdings noch einmal selbst ein.

### Als Trainer
Kammerhofer, der während seiner Zeit als Aktiver schon diverse Jugendteams trainiert hatte, übernahm nach seinem Karriereende die Reserve der Grazer als Cheftrainer. Die GAK-Amateure führte er 2019 aus der Gebietsliga in die sechstklassige Unterliga. Im Oktober 2020 legte er sein Amt nieder und wurde Individualtrainer unter Gernot Plassnegger bei den Profis der Steirer. Ab der Saison 2021/22 war er Co-Trainer. Im Oktober 2021 wurde er nach der Trennung von Plassnegger gemeinsam mit Dieter Elsneg und Ralph Spirk interimistisch Cheftrainer der Grazer. Gemeinsam mit den beiden betreute er die Grazer in drei Partien, von denen eine gewonnen wurde. Noch bevor der GAK einen Nachfolger für Plassnegger vorgestellt hatte, verließ er das Trainerteam im November 2021 und übernahm den viertklassigen SV Lebring als Cheftrainer.